# Roberto Colombo (motociclista)
Roberto Colombo (Casatenovo, 5 gennaio 1927 – Stavelot, 6 luglio 1957) è stato un pilota motociclistico italiano.

## Carriera
Dopo aver iniziato la sua carriera nel motociclismo subito dopo il termine della seconda guerra mondiale è stato pilota ufficiale per la MV Agusta negli anni cinquanta, dopo avere gareggiato precedentemente anche con Moto Guzzi e NSU. La sua carriera si è svolta in quattro classi, la 250 dove ha debuttato, la Classe 125 la Classe 350 e la Classe 500.
Il suo debutto nel campionato mondiale risale al Gran Premio motociclistico delle Nazioni 1949 nella classe 250, dove guidando una Moto Guzzi non è riuscito a concludere la gara. Altri risultati al di fuori delle posizioni in cui si ottengono punti li ha ottenuti anche nelle stagioni successive, per arrivare alle sue prime presenze nella classifiche iridate che risalgono al motomondiale 1952.
Nel 1956 Colombo diventa un pilota MV nel ruolo di seconda guida alle spalle dello svizzero Luigi Taveri. Corse dapprima nella classe 250 conquistando il secondo posto al Tourist Trophy alle spalle di Carlo Ubbiali e quarto ad Assen. Chiuderà quarto in classifica generale. Nella classe 350 salì sul terzo gradino del podio, nella gara del circuito di casa all'autodromo di Monza.
I suoi risultati sono stati via via in crescendo e l'impressione che quella del motomondiale 1957 avrebbe potuta essere la sua stagione migliore era derivata dal fatto che dopo le prime 3 prove si trovava ai primi posti delle classifiche, sia della 125 che della 250 ed aveva sopravanzato il compagno di squadra Luigi Taveri. Il 29 giugno 1957, al Gran premio di Assen, Ubbiali cade rendendosi indisponibile per il successivo Gran premio del Belgio. Colombo diventa così la prima guida, la sua carriera però si interrompe bruscamente a causa dell'incidente mortale occorsogli sul Circuito di Spa-Francorchamps durante le prove ufficiali, dove perse il controllo del suo mezzo alla curva Stavelot. Il pilota riportò gravissime lesioni ed a nulla valsero le prime cure mediche, Roberto Colombo si spense durante il trasporto in ospedale.
La sua moto venne messa a disposizione del giovane pilota inglese, John Hartle che inaspettatamente vinse la gara ottenendo un posto nella scuderia di Cascina Costa.

## Risultati nel motomondiale

### Classe 125
| 1952 | Classe | Moto |    |  |  |    |  |  |     |  |  | Punti | Pos. |
| ---- | ------ | ---- | -- |  |  | -- |  |  | --- |  |  | ----- | ---- |
| 1952 | 125    | NSU  | NE |  |  | NE |  |  | Rit |  |  | 0     |      |

| 1954 | Classe | Moto      |    |   |   |    |   |   |    |     |   | Punti | Pos. |
| ---- | ------ | --------- | -- | - | - | -- | - | - | -- | --- | - | ----- | ---- |
| 1954 | 125    | MV Agusta | NE | - | - | NE | - | - | NE | Rit | 2 | 6     | 9º   |

| 1957 | Classe | Moto      |   |   |   |    |  |  |  |  |  | Punti | Pos. |
| ---- | ------ | --------- | - | - | - | -- |  |  |  |  |  | ----- | ---- |
| 1957 | 125    | MV Agusta | 3 | 6 | 2 | NP |  |  |  |  |  | 11    | 5º   |

| Legenda | 1º posto        | 2º posto            | 3º posto            | A punti      | Senza punti        | Grassetto – Pole position Corsivo – Giro più veloce |
| Legenda | Gara non valida | Non qual./Non part. | Ritirato/Non class. | Squalificato | '-' Dato non disp. | Grassetto – Pole position Corsivo – Giro più veloce |

### Classe 250
| 1949 | Classe | Moto       |   |   |    |    |   |     |  |  |  | Punti | Pos. |
| ---- | ------ | ---------- | - | - | -- | -- | - | --- |  |  |  | ----- | ---- |
| 1949 | 250    | Moto Guzzi | - | - | NE | NE | - | Rit |  |  |  | 0     |      |

| 1950 | Classe | Moto       |   |    |    |   |   |   |  |  |  | Punti | Pos. |
| ---- | ------ | ---------- | - | -- | -- | - | - | - |  |  |  | ----- | ---- |
| 1950 | 250    | Moto Guzzi | - | NE | NE | 7 | - | - |  |  |  | 0     |      |

| 1952 | Classe | Moto |   |   |   |    |   |   |   |    |  | Punti | Pos. |
| ---- | ------ | ---- | - | - | - | -- | - | - | - | -- |  | ----- | ---- |
| 1952 | 250    | NSU  | - | - | - | NE | - | - | 5 | NE |  | 2     | 16º  |

| 1954 | Classe | Moto       |   |   |   |    |   |   |   |   |    | Punti | Pos. |
| ---- | ------ | ---------- | - | - | - | -- | - | - | - | - | -- | ----- | ---- |
| 1954 | 250    | Moto Guzzi | - | - | - | NE | - | - | 5 | 4 | NE | 5     | 8º   |

| 1955 | Classe | Moto       |    |    |  |  |    |  |  |   |  | Punti | Pos. |
| ---- | ------ | ---------- | -- | -- |  |  | -- |  |  | - |  | ----- | ---- |
| 1955 | 250    | Moto Guzzi | NE | NE |  |  | NE |  |  | 7 |  | 5     | 8º   |

| 1956 | Classe | Moto      |   |   |   |   |   |   |  |  |  | Punti | Pos. |
| ---- | ------ | --------- | - | - | - | - | - | - |  |  |  | ----- | ---- |
| 1956 | 250    | MV Agusta | 2 | 4 | - | - | - | - |  |  |  | 9     | 4º   |

| 1957 | Classe | Moto      |   |   |   |    |  |  |  |  |  | Punti | Pos. |
| ---- | ------ | --------- | - | - | - | -- |  |  |  |  |  | ----- | ---- |
| 1957 | 250    | MV Agusta | 2 | 3 | - | NP |  |  |  |  |  | 10    | 4º   |

| Legenda | 1º posto        | 2º posto            | 3º posto            | A punti      | Senza punti        | Grassetto – Pole position Corsivo – Giro più veloce |
| Legenda | Gara non valida | Non qual./Non part. | Ritirato/Non class. | Squalificato | '-' Dato non disp. | Grassetto – Pole position Corsivo – Giro più veloce |

### Classe 350
| 1955 | Classe | Moto       |    |   |   |   |   |   |   |   |  | Punti | Pos. |
| ---- | ------ | ---------- | -- | - | - | - | - | - | - | - |  | ----- | ---- |
| 1955 | 350    | Moto Guzzi | NE | 3 | - | - | 5 | - | - | 6 |  | 7     | 10º  |

| 1956 | Classe | Moto      |   |   |   |   |   |   |  |  |  | Punti | Pos. |
| ---- | ------ | --------- | - | - | - | - | - | - |  |  |  | ----- | ---- |
| 1956 | 350    | MV Agusta | - | - | - | - | - | 3 |  |  |  | 4     | 11º  |

| Legenda | 1º posto        | 2º posto            | 3º posto            | A punti      | Senza punti        | Grassetto – Pole position Corsivo – Giro più veloce |
| Legenda | Gara non valida | Non qual./Non part. | Ritirato/Non class. | Squalificato | '-' Dato non disp. | Grassetto – Pole position Corsivo – Giro più veloce |